# FC Eintracht Leipzig
FC Eintracht Leipzig (celým názvem: Fußballclub Eintracht Leipzig) byl německý fotbalový klub, který sídlil v lipské městské části Dölitz. Založen byl v roce 1904. Zanikl po ukončení druhé světové války, poté co byla všechna dřívější sportovní sdružení v sovětské okupační zóně zrušena. Nástupcem fotbalové činnosti v městské části se stalo mužstvo SV Eintracht Leipzig-Süd. Největším úspěchem klubu bylo vítězství ve středoněmeckém mistrovství ze sezóny 1915/16. Klubové barvy byly zelená a bílá.
Své domácí zápasy odehrával na stadionu Eintracht-Sportpark am Forsthaus Raschwitz.

## Historické názvy
Zdroj: 
- 1904 – FC Eintracht Leipzig (Fußballclub Eintracht Leipzig)
- 1920 – SV Eintracht Leipzig (Sportverein Eintracht Leipzig)
- 1945 – zánik

## Získané trofeje
- Mitteldeutsche Fußballmeisterschaft ( 1× )
  - 1915/16